# 中国菜系之乡
中国菜系之乡，是中国烹饪协会为打造和提升名菜品牌效应，丰富烹饪文化内涵，繁荣餐饮市场，促进烹饪产业和地方经济的发展而对中国某一菜系或知名风味菜肴系列的发祥地的一项认定以及相应冠名。中国菜系之乡认定条件包括：
- 烹饪文化历史悠久，具有丰富的烹饪文化资源。
- 对中国知名菜系和风味菜肴系列品牌的形成、发展做出了突出贡献。
- 有一定数量的中国名菜、名点、名宴和中华名小吃。
- 具有历史文献记载，历史考证成立。
- 政府重视烹饪文化和餐饮行业的发展，餐饮市场比较发达。

## 获得冠名荣誉的地区
- 山西──中国面食之乡
- 江苏如东──中国海鲜之乡
- 江苏淮安──中国淮扬菜之乡
- 江苏扬州──中国淮扬菜之乡
- 江苏扬中──中国江鲜菜之乡
- 江苏靖江──中国江鲜菜之乡
- 江苏靖江──中国汤包之乡
- 安徽淮南──中国豆腐之乡
- 安徽黄山──中国徽菜之乡
- 安徽绩溪──中国徽菜之乡
- 福建长汀──中国客家菜之乡
- 山东烟台福山──中国鲁菜之乡
- 广东汕头──中国潮菜之乡
- 广东梅州──中国客家菜之乡
- 广东潮州──中国潮州菜之乡